# Глубинный (Оренбургская область)
Глубинный — посёлок в Тоцком районе Оренбургской области. Входит в состав Суворовского сельсовета.

## История
В 1966 г. Указом Президиума ВС РСФСР поселок отделения № 5 совхоза «Тоцкий» переименован в Глубинный.

## Население
| 2010 |
| ---- |
| 11   |